# Culata (motor)

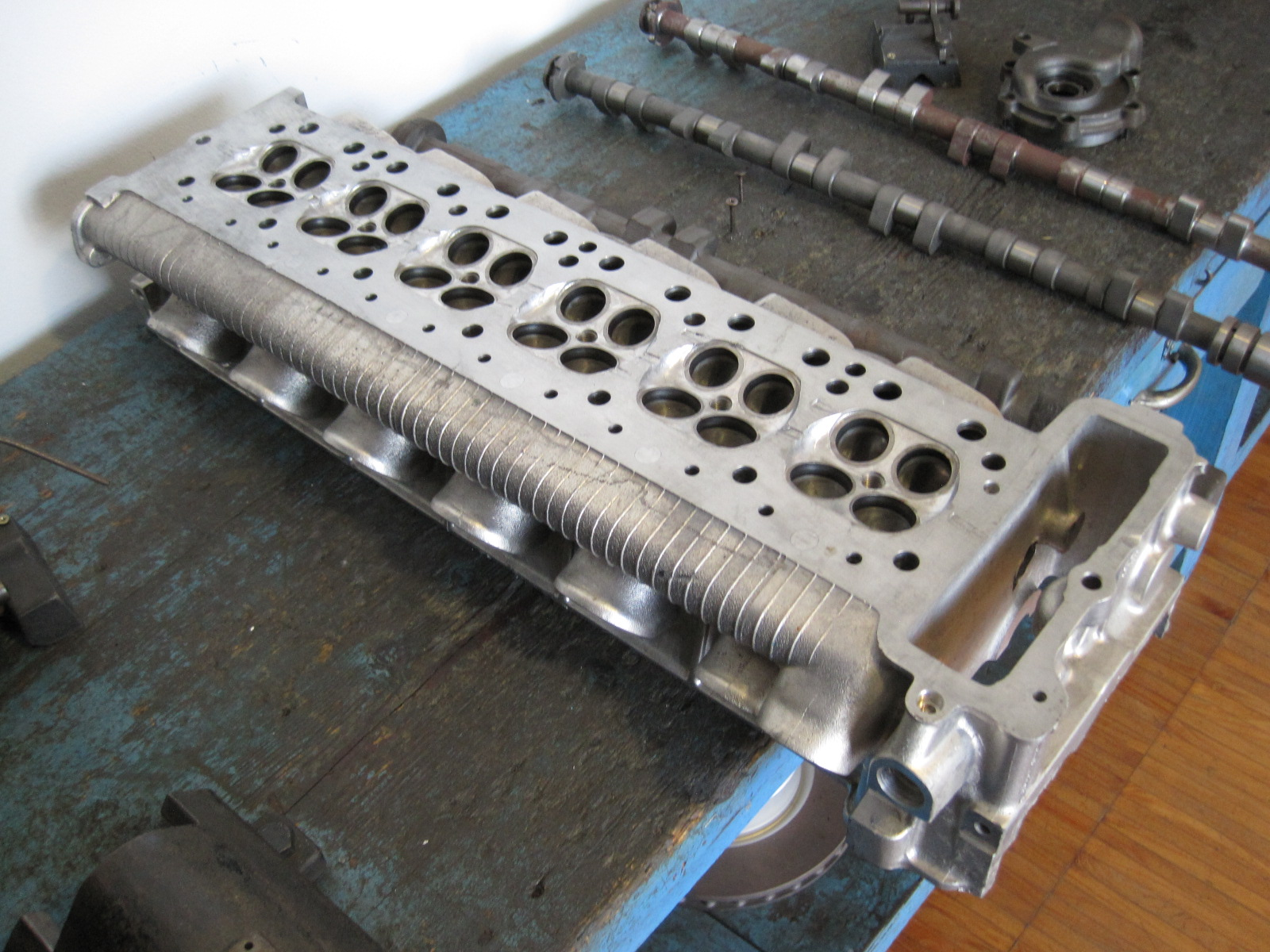
Culata de aluminio de un motor Lamborghini de 6 cilindros y 24 válvulas

La culata es la pieza que asegura el cierre de los cilindros por su parte superior, y agrupa ciertas funciones en un motor de pistón alternativo. En muchos tipos de motores, las válvulas de admisión y de escape se alojan aquí. Su forma y características siempre han estado íntimamente ligadas a la evolución de los motores y, más particularmente, están vinculadas al tipo de ciclo del motor (4 tiempos o 2 tiempos), al tipo de distribución y a la forma de la cámara de combustión. Excepcionalmente, algunos tipos de motores de explosión no convencionales carecen de culata, como el motor de pistones opuestos.

## Historia

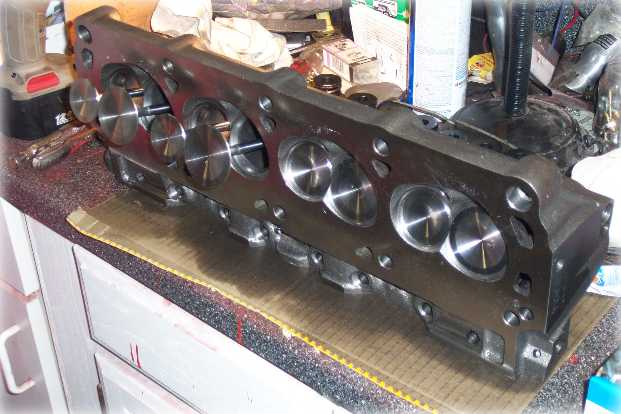
Culata de un motor Ford

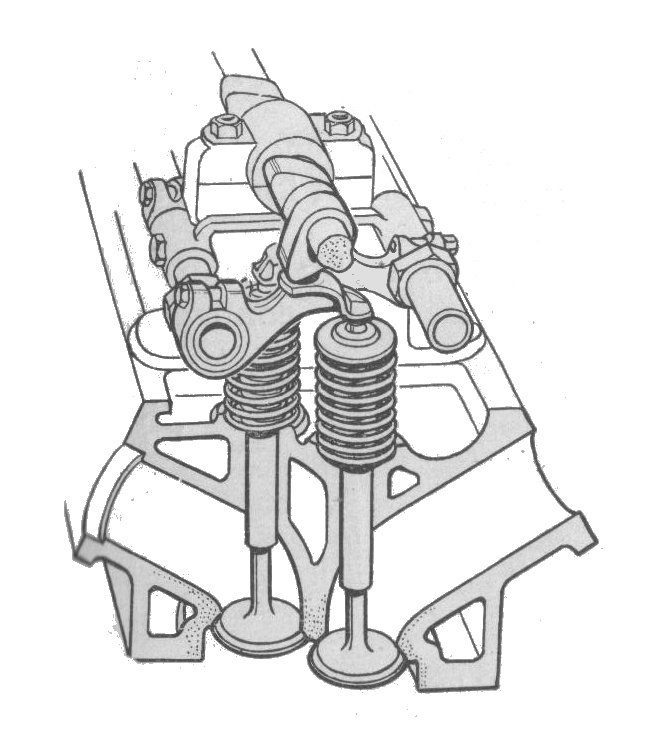
Culata con árbol de levas en cabeza con balancines (OHC)

A comienzos del siglo XX, los primeros motores de automóviles de los principales fabricantes estaban equipados con una culata que formaba parte del bloque del motor. Esta solución permitía obtener un conjunto más resistente y reducía los problemas de estanqueidad, pero complicaba su mecanización. En consecuencia, la práctica totalidad de los fabricantes prefirió la estructura en la que la culata es una pieza independiente y desmontable atornillada al bloque de cilindros, cuya unión se hace estanca mediante la denominada junta de culata.
Uno de los primeros propulsores fabricados en masa a partir de 1908, el robusto motor tetracilíndrico del Ford T, incorporaba un sistema de válvulas laterales montadas sobre el bloque, de forma que la culata desmontable tenía una forma relativamente sencilla, que contenía los orificios para las bujías. La adopción generalizada de la culata plana con las válvulas laterales en el bloque permitió estudiar con mayor precisión la forma de la cámara de combustión para mejorar la eficiencia del combustible. Así, la culata diseñada por el ingeniero británico Harry Ricardo en los años 1920 fue fundamental para el diseño de la mayoría de los motores de la época. Su configuración fue capaz de mantener la sencilla disposición de las válvulas laterales, pero a la vez era capaz de proporcionar una relación de compresión relativamente alta y una adecuada turbulencia para favorecer la adecuada combustión del carburante.
La tendencia a partir de los años 1930 de obtener mayores potencias de propulsores económicos de tamaño reducido, se tradujo en el diseño de motores con relaciones de compresión cada vez más altas, una circunstancia potenciada después de la Segunda Guerra Mundial por la disponibilidad de gasolinas con mayores octanajes. Esto a su vez propició que se adoptara de forma masiva el diseño de culatas con válvulas en cabeza (OHV), una tecnología con la que ya contaba el prototipo del primer motor diésel de 1894 que usaba válvulas de asiento en cabeza accionadas por un árbol de levas, varillas de empuje y balancines, y que en 1896 había sido objeto de una patente presentada por William F. Davis en Estados Unidos que no llegó a ponerse en práctica.
La generalización de los motores con culatas OHV a partir de 1950 fue seguida por la progresiva introducción de árboles de levas en cabeza (denominados en inglés «OHC»: primero sencillos «SOHC» y luego dobles «DOHC») que permitieron multiplicar la eficiencia de los propulsores, generalizándose el incremento del número de válvulas por cilindro de dos a cuatro en aplicaciones de alto rendimiento. Con este tipo de soluciones, el tren de válvulas colocado en la culata queda expuesto al aire, por lo que se beneficia de una buena refrigeración y se facilita su mantenimiento.

## Descripción

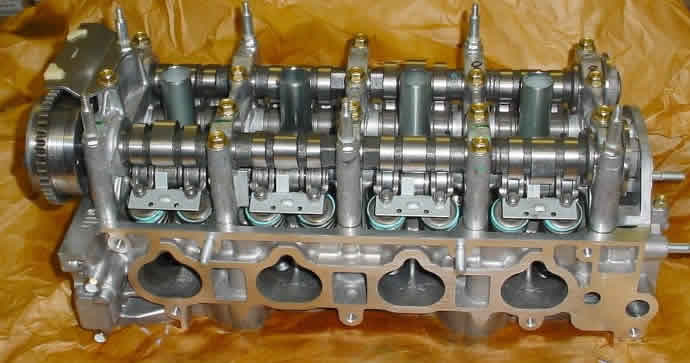
Árbol de levas doble de un motor Honda K20Z3

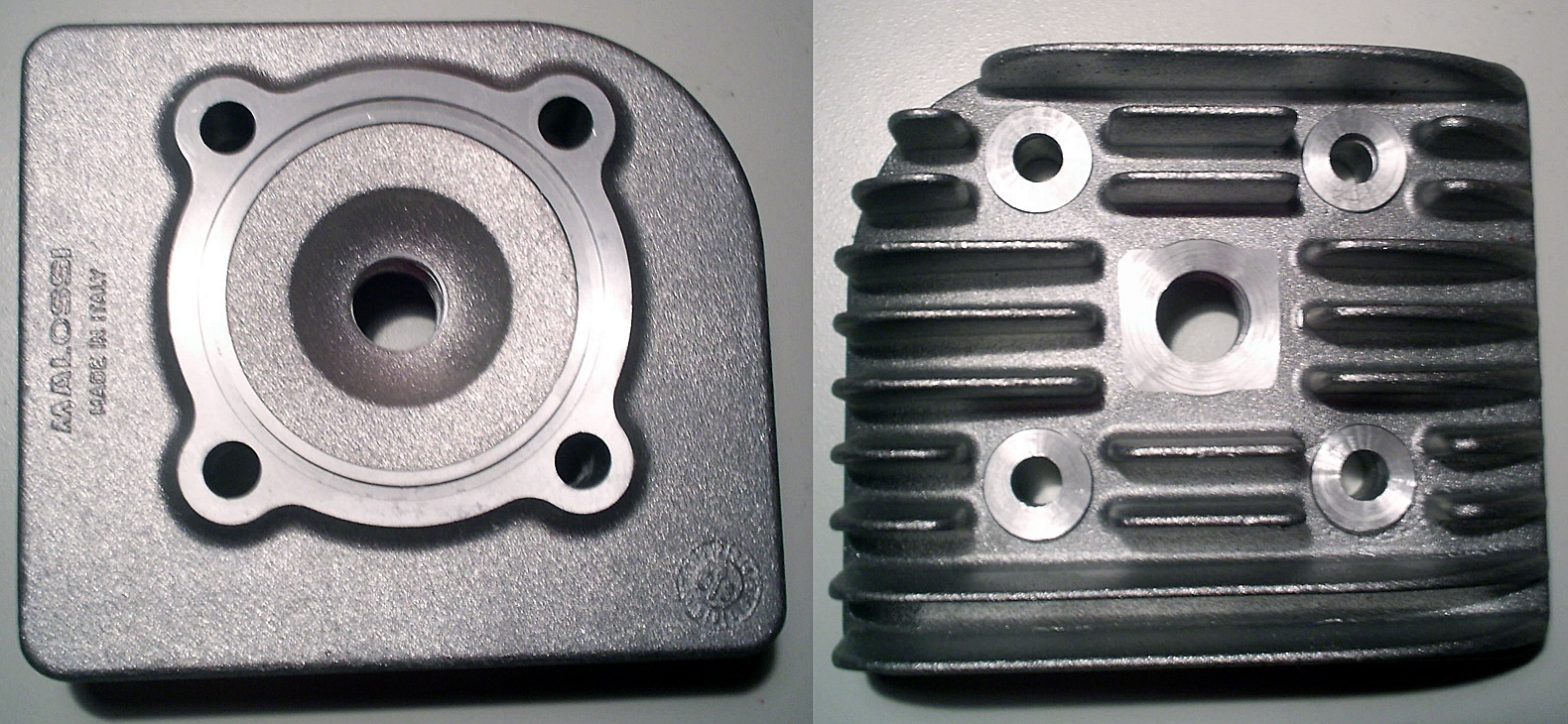
Culata Morini de un scooter (motor de dos tiempos). Agujeros para bujía y 4 tornillos. Las cabezas de los motores se fabrican de diferentes materiales: 1° aluminio, 2° fundición o 3° hierro colado

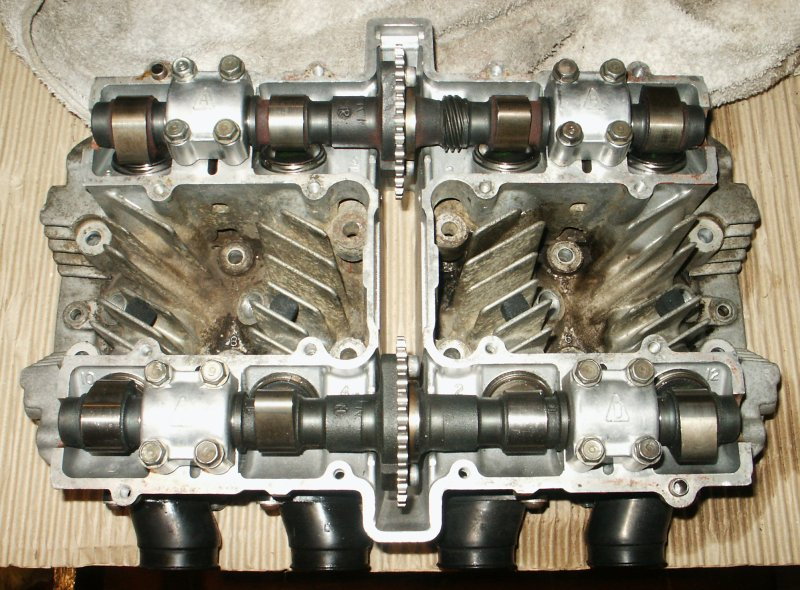
Culata con refrigeracón por aire de una Suzuki GS550

La culata es una pieza compleja, generalmente construida utilizando hierro fundido o alguna aleación de aluminio. Las culatas se suelen fabricar mediante moldeo del material fundido. En el caso de un motor de cuatro tiempos su estructura se incluyen los elementos siguientes:
- Los conductos de admisión
- Los conductos de escape
- Los conductos para la circulación del refrigerante en los motores refrigerados por agua o las aletas en los motores refrigerados por aire.

Por otro lado, dependiendo de los tipos de motores y las tecnologías seleccionadas, sirve de soporte a los siguientes dispositivos:
- Las válvulas y su sistema de control (distribución) y el subsistema de lubricación asociado
- Los dispositivos de inyección y/o encendido
- Los dispositivos de montaje de la culata sobre el bloque del motor

En un motor de dos tiempos y en todos los demás motores sin válvulas, la culata suele ser una pieza muy simple, con un solo orificio perforado para la bujía.
La culata cierra la parte superior de los cilindros para formar las cámaras de combustión. Generalmente, se ensambla al bloque de cilindros por medio de tornillos o espárragos. Entre la culata y el bloque de cilindros se coloca la junta de culata. En los motores equipados con cilindros ciegos, la culata está fijada permanentemente al cilindro (motores de pistón de aviones ligeros, como los motores Lycoming y Continental) o incluso fundida en una sola pieza con los cilindros (como en el caso de algunos antiguos motores Bugatti).
En los motores de automóvil modernos, una sola culata por banco de cilindros forma la parte superior del motor. Por otro lado, en los motores aeronáuticos refrigerados por aire y en los grandes motores diésel estacionarios y marinos de servicio pesado, siempre que la sincronización esté ubicada lateralmente en el bloque de cilindros y no en la culata, cada cilindro tiene su propia culata (como en el caso de los Citroën 2 CV), lo que las hace menos sensibles a la deformación del plano de unión y facilita su mantenimiento.
Las culatas están sujetas a grandes esfuerzos mecánicos, químicos y térmicos. Están cuidadosamente refrigeradas por grandes cámaras de agua (o aletas si el motor está refrigerado por aire) que rodean las cámaras de combustión y los conductos de escape. Pasajes en el plano de unión conectan estas cámaras de agua con las del bloque de cilindros y el circuito general de refrigeración del motor. El aceite llega a la distribución bajo presión a través de tuberías de lubricación que a menudo cruzan la junta de culata.

## Estudios preliminares

Esquema de una culata con doble árbol de levas en cabeza en funcionamiento

En el estudio de una culata destinada a un motor de combustión interna moderno se tienen en cuenta tres objetivos principales: buen rendimiento, muy bajo nivel de contaminación y muy bajo coste de fabricación. Estos tres objetivos no siempre son compatibles.
La forma y la inclinación de los conductos de admisión y de escape están estudiadas para crear la mayor turbulencia posible en la cámara de combustión sin reducir, sin embargo, la velocidad de introducción de los gases y, por lo tanto, la tasa de llenado. Debe prestarse especial atención a que la sección transversal de los conductos conserve un diámetro constante en toda su longitud o, por defecto, una conicidad despreciable. Las dimensiones y la forma de la cámara de combustión dependen de la relación diámetro/carrera.
El área de la válvula de escape generalmente debe ser alrededor del 60-80% del área de la válvula de admisión. Dado que casi todo el espacio disponible de la cámara de explosión se utiliza para alojar las válvulas en las mejores condiciones, solo queda un margen muy pequeño para la bujía, que debe colocarse sobre todo teniendo en cuenta su accesibilidad para el desmontaje.
La forma de la cámara está condicionada por los requisitos de mecanizado y la necesidad de conseguir economía en su fabricación. Se debe tener especial cuidado al diseñar los conductos de refrigeración para simplificar el mecanizado de los revestimientos internos, así como para obtener un intercambio de calor eficiente y evitar la formación de puntos calientes en la culata. Las mismas consideraciones son válidas para el estudio de los conductos de lubricación de los balancines y de los cojinetes del árbol de levas en cabeza. El retorno de aceite al cárter se realiza a través de conductos especiales.

## Distintas arquitecturas de culatas según el tipo de motor
En la tabla adjunta se muestra un resumen de los diseños de motores de automoción en función de la arquitectura de su distribución de válvulas y árboles de levas en el bloque o en la culata:

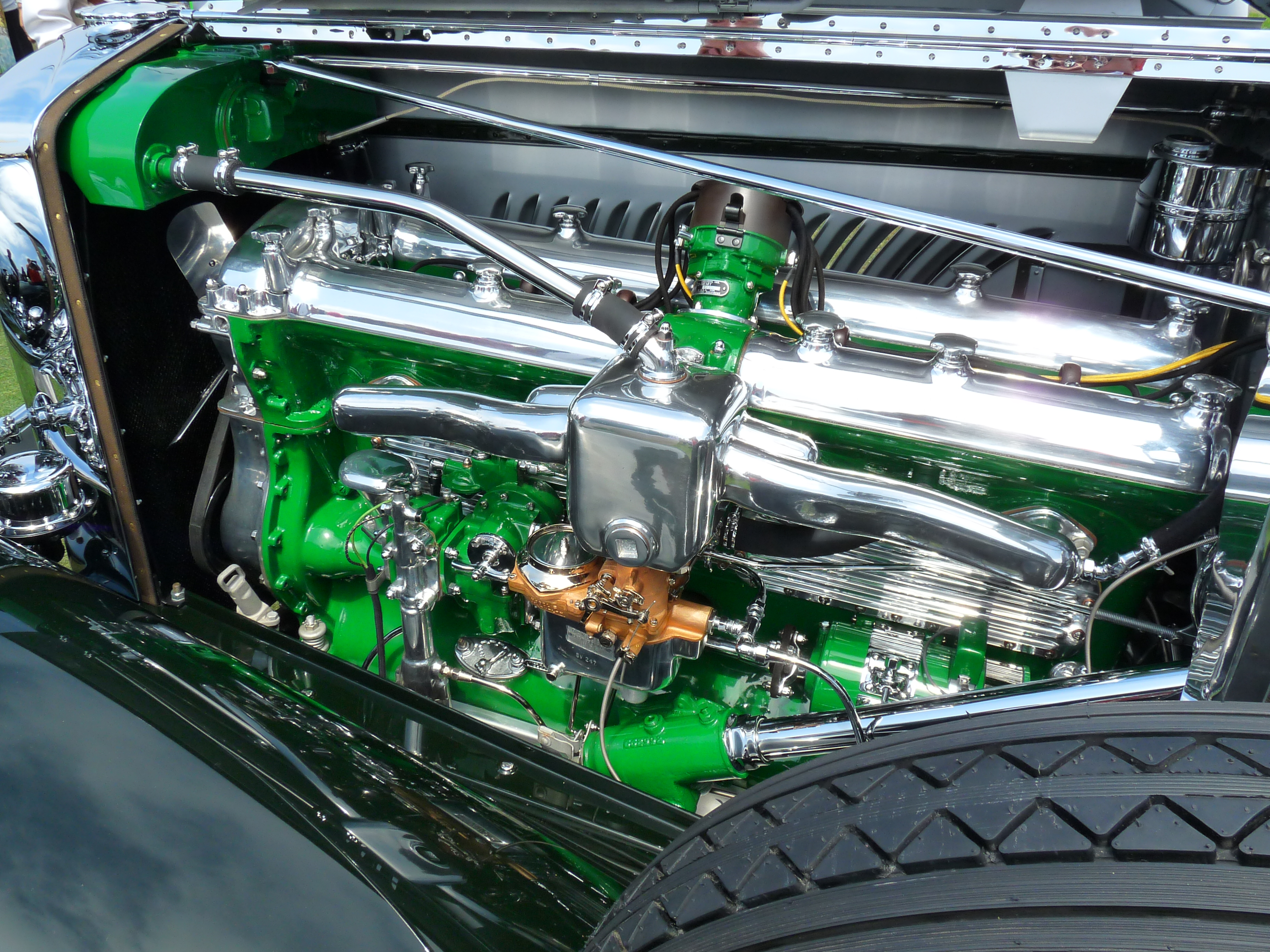
Culata del motor de un Duesenberg de 1929

| Tipo                                   | Posición del árbol de levas | Posición de las válvulas de admisión | Posición de las válvulas de escape |
| -------------------------------------- | --------------------------- | ------------------------------------ | ---------------------------------- |
| Válvulas laterales (SV o Cabeza plana) | Bloque                      | Bloque                               | Bloque                             |
| Admisión sobre el escape (IOE)         | Bloque                      | Culata                               | Bloque                             |
| Válvulas en cabeza (OHV)               | Bloque                      | Culata                               | Culata                             |
| Árbol de levas en cabeza (OHC)         | Culata                      | Culata                               | Culata                             |

### Motor de válvulas laterales(SV)

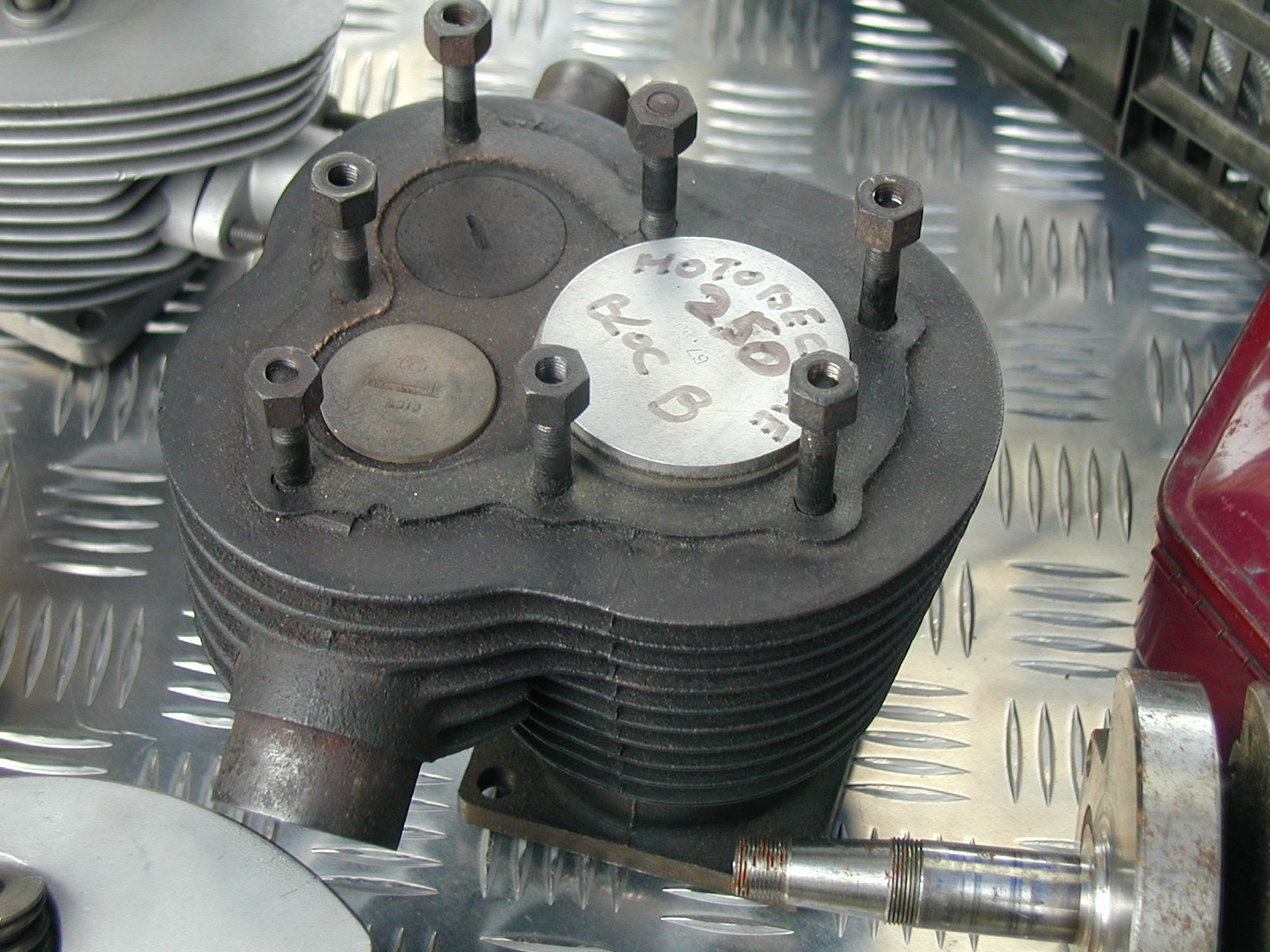
El cilindro visto desde arriba, con la culata desmontada. Se observan las muescas en las cabezas de las válvulas, destinadas a facilitar su ajuste

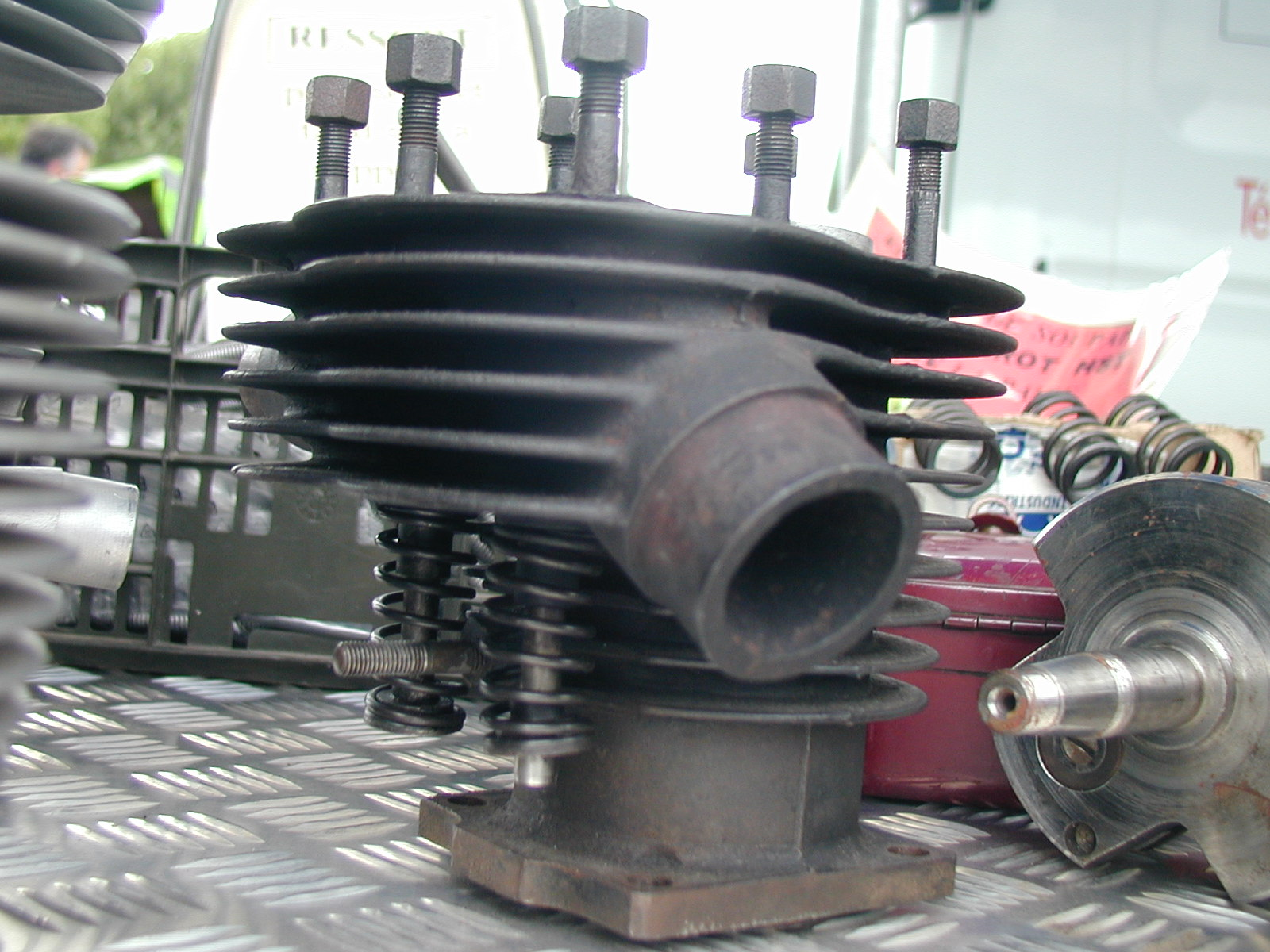
Vista exterior del mismo cilindro. Pueden verse claramente los vástagos de las válvulas apuntando hacia abajo

La culata tiene solo un sistema de enfriamiento y el sistema de encendido o inyección, las válvulas y el(los) árbol(es) de levas están en el bloque del motor.
Ejemplo: el primer motor de 1000 cm3 del Renault Juvaquatre.
Ventajas
- Simplicidad
- Robustez

Desventajas
- Debido a la posición de las válvulas, la eficiencia del motor es baja
- Difícil mantenimiento (ajuste del juego de válvulas)

UsoEste tipo de culata/motor solo requiere una lubricación básica. Por eso siempre se encuentra en motores "simples": cortacéspedes o diésel marino. Este tipo de motor ya no se utiliza para la motorización de automóviles desde los años 1950.

### Motor de levas laterales(OHV)
Las válvulas están en la culata, el árbol de levas está en el bloque del motor. El árbol de levas pulsa sobre unas varillas de empuje, que a su vez actúan sobre los balancines, y estos últimos accionan las válvulas oscilando sobre sus ejes.
Ejemplo: motor del Renault 4 (denominado Cléon-Fonte)
Ventajas
- Robustez
- Fácil ajuste y desmontaje
- Fácil desmontaje de la culata
- Fácil lubricación del árbol de levas
- Repuestos económicos

Desventajas
- Debido a la cantidad de piezas, la gran masa en movimiento y la cantidad de conexiones involucradas, este tipo de motor no admite altas velocidades (problema del flotado de válvulas)

Usos
- Este tipo de motor/culata fue ampliamente utilizado en la industria de automóviles de turismo desde la década de 1950 hasta finales del siglo XX (como por ejemplo en el motor C3G del RenaultTwingo I, algunos motores V8 americanos en los y Rolls-Royce-Bentley). Han dejado prácticamente de producirse, con algunas excepciones (para reediciones de coches clásicos de gran potencia con los motores Chrysler Hemi y V10 Viper y LS de GM).
- Todavía se utiliza en el sector de camiones y marinos;
- Todavía se usa en algunos modelos de motocicletas (Moto Guzzi, Harley-Davidson o Yamaha MT-01)

### Motores de árbol de levas en cabeza conbalancines

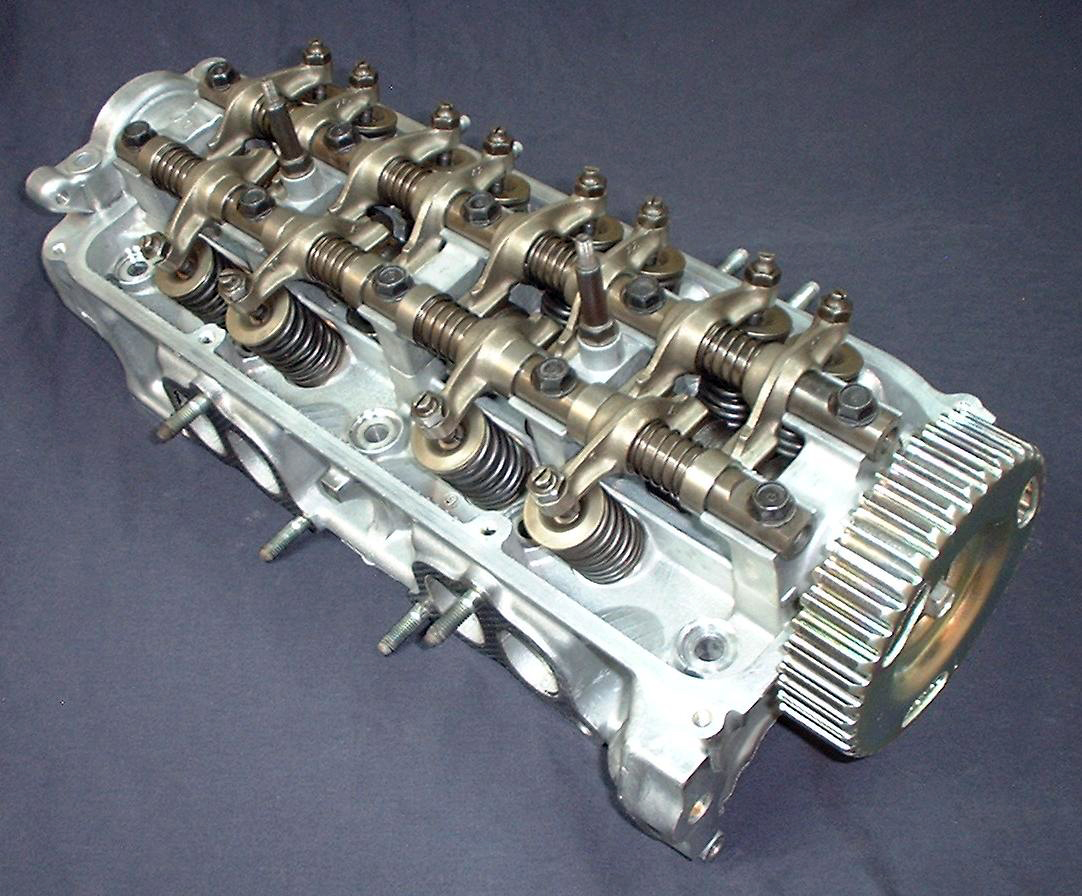
Motor de árbol de levas en cabeza con balancines de un Honda CR-X Si de 1987

Las válvulas están en la culata al igual que el árbol de levas, de forma que las válvulas son accionadas por balancines.
Ventajas
- Mecánica simplificada de la distribución
- Permite obtener más revoluciones del motor

Desventajas
- Lubricación más delicada
- Los balancines todavía limitan las rpm máximas

UsosMuy habitual desde los años 1970 en los automóviles. Los avances en la lubricación del motor han hecho posible el uso de esta arquitectura de culata en vehículos de fabricación en serie (por ejemplo, Peugeot 304, más recientemente Peugeot 106 o Citroën AX, equipados con el motor PSA TU)

### Motor con un únicoárbol de levasen cabeza de accionamiento directo

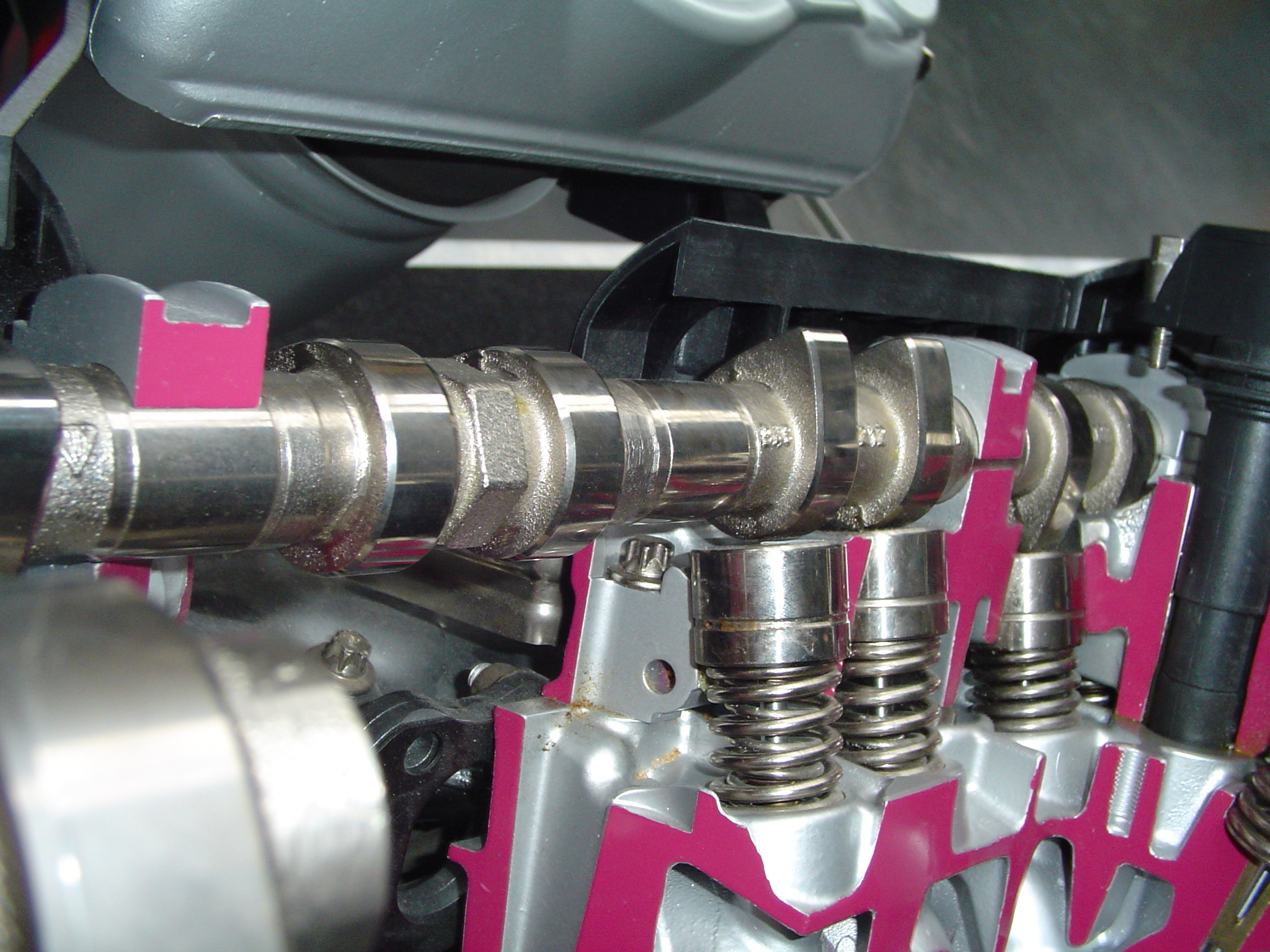
Motor con todas las válvulas (admisión y escape) alineadas bajo un único árbol de levas

Las válvulas están en la culata, todas alineadas (admisión y escape) justo debajo del árbol de levas. Este las controla a través de simples empujadores equipados con sistemas de ajuste de juego (reguladores hidráulicos, cuñas, tornillos u otros sistemas).
Ventajas
- Simplicidad, robustez
- Permite velocidades más altas (baja inercia)

Desventajas
- Difícil mantenimiento/ajuste (excepto con ajuste automático)
- Implica que las válvulas están alineadas en la cámara de combustión, lo que reduce su eficiencia (excepto con una culata con carga estratificada)
- Lubricación difícil
- Bujía descentrada, combustión menos eficiente

UsosBastante común en los años 1990, este tipo de culata no es adecuada para los estándares de rendimiento y anticontaminación de principios de la siglo XXI

### Motores con dobleárbol de levas

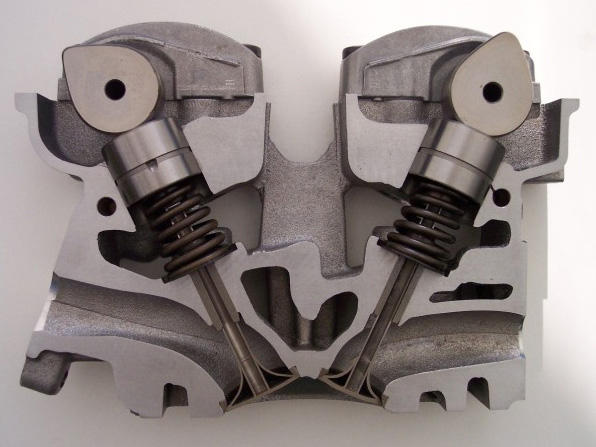
Sección de una culata que muestra los dos juegos de levas sobre una válvula de admisión y otra de escape

Las válvulas están en la culata, las de admisión en un lado y las de escape en el otro. Encima de cada fila de válvulas, se sitúa un árbol de levas que controla directamente las válvulas mediante un taqué o un diminuto balancín.
Ventajas
- Simplicidad del control de la válvula
- Permite el ajuste dinámico del tiempo de admisión independientemente del escape
- Permite las revoluciones más altas (ataque directo de las válvulas)
- Permite la máxima eficiencia (cámara de combustión hemisférica, número de válvulas)
- Bujía en el eje del pistón

Desventajas
- Caro de fabricar (mínimo dos árboles de levas)
- Complejidad de la cinemática de la distribución
- Difícil ajuste de la holgura de las válvulas (a menos que sea un ajuste automático o un balancín pequeño)
- Acumulación de elementos mecánicos en un pequeño espacio
- Lubricación más compleja

UsosLas culatas con doble árbol de levas en cabeza existen desde hace mucho tiempo (Peugeot desde 1912). Pero debido a los problemas de costos de fabricación y mantenimiento que planteaban, estuvieron durante mucho tiempo reservados a la competición y a los coches deportivos o de lujo. Esta arquitectura se adapta mejor al uso de cuatro válvulas por cilindro. Las ventajas resultantes (mejor llenado de los cilindros a altas revoluciones, eficiencia, control de la contaminación) hacen que este tipo de culatas se utilice cada vez más, sea cual sea el uso del motor.
En inglés se utiliza el término Double Overhead Camshaft, lo que explica el acrónimo DOHC visible en algunas motocicletas.
En motores de motocicleta, mientras que la Honda CB 450 tenía un sistema de dos árboles de levas a finales de los años 1960, la prestigiosa Honda CB 750 Four de 1969 todavía tenía un solo árbol. Habrá que esperar a la Kawasaki 900 Z1 de 1973 para ver cómo empezaba a generalizarse su uso en las motocicletas de cuatro cilindros de la categoría.

## Materiales y procesos de fabricación
Las culatas están hechas de hierro fundido o de aleación de aluminio. En los motores modernos, generalmente se prefieren las aleaciones ligeras, debido a las importantes ventajas que presentan desde el punto de vista de la reducción de peso o a sus excelentes características de fusión y transmisión térmica. Para las culatas de aleación ligera se utilizan guías de válvulas de bronce, que se adaptan mejor a la dilatación. Los asientos de las válvulas son de hierro fundido o de acero y se montan a presión, pudiendo añadirse material resistente a las altas temperaturas y a la corrosión.
Los soportes de distribución se fabrican generalmente mediante el proceso de fundición a presión, lo que permite producir piezas con un acabado perfecto, con paredes muy finas. La parte inferior de la culata se obtiene por fundición en molde o, más raramente, por fundición en moldes de arena; está fabricada en hierro fundido, cuya composición se adapta al material utilizado para las válvulas, a fin de evitar cualquier riesgo de agarrotamiento.
El líder mundial en la producción de culatas es la empresa Montupet, anteriormente administrada por Stéphane Magnan, y propiedad del grupo canadiense LINAMAR desde 2016.